# Fell of Barhullion

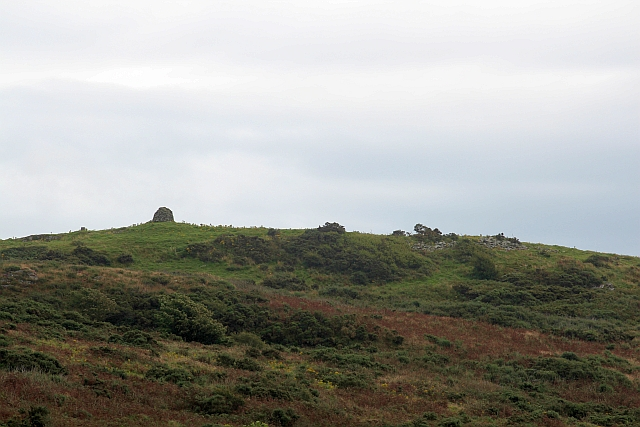
Hillfort

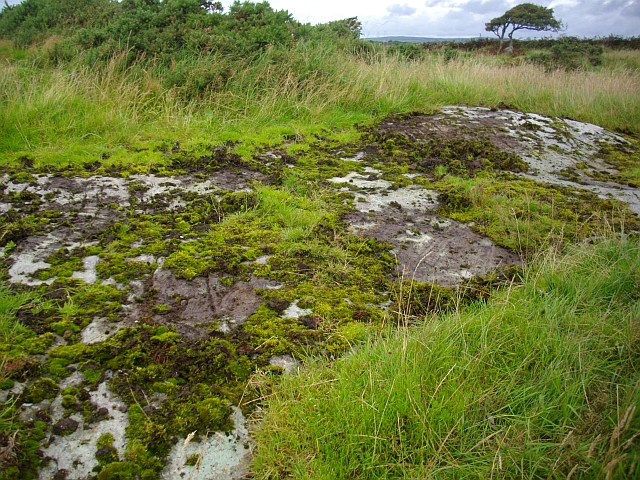
Schalenstein

Das Hillfort auf dem Fell of Barhullion liegt südlich von Wigtown, östlich von Port William in Dumfries and Galloway in Schottland.
Das kleine ovale, etwa 125,0 m × 54,0 m messende Fort auf dem Gipfel des Fell of Barhullion bietet außer nach Osten Aussicht in alle Richtungen. Es wurde in zwei Phasen errichtet. Die erste bestand aus einem Erdwall, die zweite aus einer etwa 3,0 m starken stellenweise doppelten Mauer. Die Bruchstücke der Mauer sind im westlichen Teil des Forts sichtbar. Ein äußeres Band von etwa 1,0 m hohen Blöcken kann eine weitere Mauer, von der das meiste Material entfernt worden ist, eher jedoch ein Cheval de frise gewesen sein. Von den beiden Lücken in der Mauer, ist die südliche der ursprüngliche Zugang, während die im Osten ein sekundärer Zugang gewesen sein kann.